# Klaus Wunder
Klaus Wunder (13. září 1950, Erfurt – 19. ledna 2024) byl německý fotbalista, útočník.

## Fotbalová kariéra
Začínal v týmu SV Arminia Hannover. V německé bundeslize hrál za MSV Duisburg, FC Bayern Mnichov, Hannover 96 a Werder Brémy, nastoupil ve 209 utkáních a dal 52 gólů. Kariéru končil v nižší německé soutěži v týmu FC Gohfeld. Za západoněmeckou reprezentaci nastoupil v roce 1973 v 1 utkání. V Poháru mistrů evropských zemí nastoupil ve 8 utkáních a v Superpoháru UEFA nastoupil ve 2 utkáních. S Bayernem vyhrál v letech 1975 a 1976 Pohár mistrů evropských zemí. V roce 1972 byl členem západoněmecké reprezentace na LOH 1972 v Mnichově, nastoupil ve 2 utkáních.

## Ligová bilance
| Ročník                                  | Zápasy | Góly | Klub              |
| --------------------------------------- | ------ | ---- | ----------------- |
| Německá fotbalová Bundesliga 1971/72    | 27     | 7    | MSV Duisburg      |
| Německá fotbalová Bundesliga 1972/73    | 34     | 17   | MSV Duisburg      |
| Německá fotbalová Bundesliga 1973/74    | 33     | 8    | MSV Duisburg      |
| Německá fotbalová Bundesliga 1974/75    | 27     | 4    | FC Bayern Mnichov |
| Německá fotbalová Bundesliga 1975/76    | 16     | 3    | FC Bayern Mnichov |
| Německá fotbalová Bundesliga 1975/76    | 16     | 1    | Hannover 96       |
| 2. německá fotbalová Bundesliga 1976/77 | 37     | 21   | Hannover 96       |
| 2. německá fotbalová Bundesliga 1977/78 | 22     | 11   | Hannover 96       |
| Německá fotbalová Bundesliga 1978/79    | 33     | 8    | Werder Brémy      |
| Německá fotbalová Bundesliga 1979/80    | 23     | 4    | Werder Brémy      |
| CELKEM Bundesliga                       | 209    | 52   |                   |